# Final Fantasy XIV
Final Fantasy XIV (ファイナルファンタジーXIV Fainaru Fantajī Fōtīn?), es un juego de rol multijugador masivo en línea (MMORPG) de 2010 para Microsoft Windows, desarrollado y publicado por Square Enix. Fue la versión original de la decimocuarta entrada en la serie principal Final Fantasy y el segundo MMORPG de la serie después de Final Fantasy XI. Ambientado en el reino fantástico de Eorzea. 
Su revisión, Final Fantasy XIV: A Realm Reborn Dirigida y producida por Naoki Yoshida y lanzada mundialmente para PlayStation 3 y Windows en agosto de 2013, sustituyó a la fallida versión de 2010, con posterior compatibilidad con PlayStation 4, OS X y PlayStation 5.
El 28 de julio de 2023, durante el Fan Festival de Los Angeles, la versión de Xbox Series X y S para el año 2024, con una beta abierta saliendo el 21 de febrero de 2024. La versión de Xbox Series X y S terminaría saliendo el de manera oficial el 21 de marzo de 2024.
El juego fue presentado oficialmente por Square Enix durante la conferencia de prensa de Sony en el E3 2009. Tras dicho anuncio, se mostró un tráiler.
Uno de los anuncios que se hicieron del juego en un primer momento fue que sería exclusivo de PS3, tal y como anuncio Jack Tretton (Responsable de Sony Computer Entertainment America) durante la conferencian de Sony en el E3 2009. Sin embargo, este anuncio fue rápidamente desmentido por Square-Enix en su respectiva conferencia del E3 2009, alegando que el proyecto también será lanzado en PC.
Durante una entrevista, Naoki Yoshida, responsable del juego, anunció que su objetivo es que PlayStation Vita y los teléfonos inteligentes puedan usarse para consultar el inventario, visitar el mercado o comprar objetos en las subastas. Los servidores ya se están reestructurando de forma que esto pueda ser implementado después de la 2.0.

## Detalles del título
El Final Fantasy XIV original fue un fracaso comercial y de crítica. El entonces presidente de Square Enix, Yoichi Wada, anunció que un nuevo equipo, liderado por Yoshida, asumiría el control y corregiría los defectos del juego. El nuevo equipo continuó desarrollando y mejorando la versión original y trabajó en secreto en un sustituto completamente nuevo. Este nuevo juego, cuyo nombre en clave era "Versión 2.0", utilizaba un nuevo motor, mejoraba la infraestructura de los servidores y renovaba la jugabilidad, la interfaz y la historia. La versión original cerró en noviembre de 2012, seguida de una prueba alfa para la Versión 2.0. 
El juego relanzado se lanzó con una recepción en gran medida positiva; los críticos elogiaron su sólida mecánica y progresión, y elogiaron a Yoshida por una recuperación inesperada. Tras un mal año fiscal 2013, Square Enix atribuyó la vuelta a la rentabilidad en 2014 en parte a las fuertes ventas y la base de suscriptores del juego. En octubre de 2021, había conseguido más de 24 millones de jugadores registrados, y se había convertido en el juego de Final Fantasy más rentable hasta la fecha.
Final Fantasy XIV ha recibido actualizaciones periódicas desde su lanzamiento, incluyendo cinco grandes packs de expansión: Heavensward (2015), Stormblood (2017), Shadowbringers (2019), Endwalker (2021) y Dawntrail (2024).

## Banda sonora
Nobuo Uematsu ha sido el encargado de componer esta banda sonora que cuenta con más de 80 piezas.
Uematsu, contratado en un principio para crear el tema final de Final Fantasy XIII, aceptó la petición del equipo de XIV para trabajar en el juego, dejando que Masashi Hamauzu compusiera el tema de XIII. Uematsu sólo había contribuido con unas pocas melodías a Final Fantasy XI, por lo que XIV fue su primer trabajo a tiempo completo en un MMORPG. A pesar de ello, recibió el mismo trato que en cualquier otro proyecto y gozó de una considerable libertad creativa, ya que la visión del equipo para el juego aún no había finalizado. Para los temas de batalla, utilizó una mezcla de piezas orquestales y de rock. Trabajó en XIV al mismo tiempo que trabajaba en The Last Story, un videojuego del creador original de Final Fantasy, Hironobu Sakaguchi. Durante el tiempo que XIV estuvo activo tras el lanzamiento inicial, otros compositores como Masayoshi Soken, Naoshi Mizuta, Tsuyoshi Sekito y Ryo Yamazaki contribuyeron a la partitura. Soken actuó como director de sonido del juego y se convertiría en el compositor principal para su relanzamiento. El tema principal del juego, "Answers", fue compuesto por Uematsu y cantado por Susan Calloway, elegida especialmente por Uematsu tras escuchar su interpretación de temas anteriores de Final Fantasy.
Masayoshi Soken contribuyó a la mayor parte de version del juego de la música tradicional de Final Fantasy, así como temas originales del juego. La enorme lista de temas incluye versiones remezcladas de canciones como el tema de Final Fantasy, compuesto originalmente por el veterano compositor de Final Fantasy Nobuo Uematsu, así como remezclas de temas diurnos y nocturnos originales de Final Fantasy XIV. Para el reboot A Realm Reborn, Soken se encargó de componer y recopilar numerosas canciones originales y remezcladas, además de sus funciones como director de sonido. El resto de temas eran piezas reutilizadas de la banda sonora del juego original, compuesta principalmente por Nobuo Uematsu, con la ayuda de Soken, Tsuyoshi Sekito y Naoshi Mizuta.  Yoshida ordenó a Soken que "nos diera algo sencillo que cualquiera pudiera identificar como Final Fantasy, con un sonido orquestal expresivo y fácil de entender". Debido a la brevedad del calendario de desarrollo, Soken se centró principalmente en crear la banda sonora mientras su equipo trabajaba en los diversos efectos de sonido para el mundo del juego. El equipo dispuso de menos de un año para la producción de sonido, aunque, según Soken, le pareció "trabajo la misma cantidad como lo que hubiera hecho para dos juegos completos en ese tiempo".
La mayoría de los temas tenían directrices específicas o procedían de peticiones del equipo de desarrollo, aunque a Soken se le permitió "hacer lo que quisiera" para el tema de batalla de Titan, aunque la letra inicial tuvo que cambiarse por contener demasiadas palabrotas. Soken cantó las voces de algunos temas, como el tema de batalla de Leviathan. Soken también arregló piezas de juegos anteriores de Final Fantasy para utilizarlas en eventos especiales del juego. En Final Fantasy, su música actúa como portadora de emociones nostálgicas, permitiendo que la música lleve a su portador emocional nostálgico a nuevas relaciones y entornos y cree una conexión más profunda con el juego.

## Argumento
Las naciones de Eorzea solían estar en constante guerra entre ellas hasta hace quince años cuando el Imperio Garleano, una misteriosa nación del este, arrasó con la ciudad-estado más poderosa, Ala Mhigo. Las naciones decidieron unirse si necesitasen repeler un ataque de los invasores, pero el Imperio nunca llegó, dejando un estado de relajación en toda la región. La resultante paz ha conducido a una gran cantidad de soldados y mercenarios sin trabajo repentinamente, así que estos han decidido formar gremios y se hacen llamar: aventureros (adventurers).

### Ciudades Estado
- Ul'dah (ウルダハ,Urudaha)
- Limsa Lominsa (リムサ・ロミンサ,Rimusa rominsa)
- Gridania (グリダニア,Guridania)
- Ishgard (イシュガルド,Ishigarudo)
- Ala Mhigo  (アラミゴ,Aramigo)

### Razas
Hasta la fecha hay cinco razas jugables, todas similares a las que se pueden encontrar en Final Fantasy XI. La idea de los desarrolladores era crear una atmósfera estéticamente familiar a los jugadores del anterior MMORPG.
- Hrothgar (ルガデイン) (Versión masculina añadido en la expansión Shadowbringers, versión femenina añadida en la expansión Dawntrail)
- Hyur (ヒューラン, Hyuuran)
- Elezen (エレゼン, Erezen)
- Lalafell (ララフェル, Raraferu)
- Roegadyn (ルガディン, Rugadin)
- Miqo'te (ミコッテ, Mikotte)
- Au Ra (アウラ, Aura) (Añadido en la expansión Heavensward)
- Viera (ヴィエラ Viera) (Versión femenina añadida en la expansión Shadowbringers, versión masculina añadido en la expansion Endwalker)

### Clases
Las clases están divididas en 4 "Disciplinas". Las profesiones de craft (artesanía) como Jardinero o Herrero han sido incluidas como clases, y un personaje se cambiará a dicha clase cuando se equipe con unos objetos concretos (p.e.: Si un personaje se equipa con un martillo se convertirá en herrero). A continuación se listan las clases actuales.

#### Disciples of War
- Gladiator
- Marauder
- Pugilist
- Archer
- Lancer
- Machinist
- Dark Knight
- Rogue
- Samurai
- Gunbreaker
- Dancer
- Reaper
- Viper

#### Disciples of Magic
- Thaumaturge
- Black Mage
- Conjurer
- White Mage
- Arcanist
- Summoner
- Scholar
- Astrologian
- Red Mage
- Blue Mage
- Sage
- Pictomancer

#### Disciples of the Land
- Fisher
- Botanist
- Miner

#### Disciples of the Hand
- Carpenter
- Blacksmith
- Armorer
- Goldsmith
- Leatherworker
- Weaver
- Alchemist
- Culinarian